# 南景弼
南 景弼（ナム・ギョンピル、남경필、1965年1月20日 - ）は、大韓民国の政治家。第15・16・17・18・19代国会議員、民選第6期京畿道知事を務めた。本貫は宜寧南氏、キリスト教徒。

## 経歴
1965年1月20日、企業家であり政治家の南平祐（ナム・ピョンウ）の息子として京畿道龍仁市で生まれた（水原市生まれとする資料もある）。慶北高校を卒業後、延世大学校社会福祉学科で学士号を取得し、京仁日報で社会部、政治部、経済部記者として勤務した。米国・イェール大学でMBA学位を取得しており、イェール大学・韓国人学生会会長を務めた。ニューヨーク大学大学院行政学科博士課程修了、ポリテクニク大学大学院都市工学博士課程。

## 国会議員
慶南旅客と京仁日報の社主であった父、南平祐議員の死去を受け、1998年に行われた補欠選挙（第15代国会）で33歳で当選し、このため、「金のスプーン（「親の七光り」のこと）」と呼ばれた。それ以後、第16・17・18・19代の連続5選で議員として活動した。ハンナラ党の党内改革勢力の中心的な未来連帯と需要会代表を務めた。第17代国会で、北朝鮮の核問題、北朝鮮の住民の人権問題を提起し、2004年と2007年、NGO調査団の国政監査優秀議員に選ばれたことがある。ハンナラ党のスポークスマン、院内首席副代表、京畿道党委員長、最高委員、人材発掘委員長などを務め、国会では保健福祉委員会、政務委員会、文化観光委員会などを経て、外交通商統一委員長を務めた。 2011年、外交通商統一委員長当時、韓米FTA批准案が処理された。特に、第18代総選挙を控えて、「兄公認」の議論があった李相得国会副議長の不出馬を開示要求するなど、非主流改革派の立場を固守した。第19代国会では、セヌリ党の経済民主化実践会（経実委）の代表、国会国家モデル研究会代表、国会北東アジア歴史歪曲対策特別委員長などを務めた。

## 京畿道知事
2014年6・4地方選挙当時、韓国マニフェスト実践本部から、最も公約をよく作った広域自治団体長に選ばれた。
南景弼知事は、2014年6・4地方選挙で、70万件の雇用の創出を公約とした。民選6期1年目で19万1千人の雇用（全国の就業者増加数40万人のうち48％を占める）を作り出し、民選6期2年基準では、30万8千人の雇用創出を達成した。これは、全国で新たに生じた雇用のうち、55.8%が京畿道で作られたことになる。しかし、2018年の第7回全国同時地方選挙では落選した。

## その後
2019年3月29日に政界引退を宣言した。

## エピソード
2014年の京畿道知事当選後、元妻と離婚した。2018年8月に教会の聖歌隊で知り合った女性と再婚した。
長男は2014年に軍隊で兵長を務めた期間に後輩兵士に暴行・猥褻行為を加えたため、起訴され懲役8月、執行猶予2年の刑を宣告された。また、2017年と2023年にはヒロポンや大麻を使用した疑いで逮捕され、2018年には拘束起訴され、懲役3年、執行猶予4年の刑を宣告された。
歌手のナム・ヒョンジュンは従弟、パク・エリはその妻。
募兵制および韓国の核武装には賛成する。
2015年に外務省の招待を受けて訪日した。これは韓国の地方自治体の首長として初である。